# Mariä-Geburt-Kirche (Bosanska Krupa)

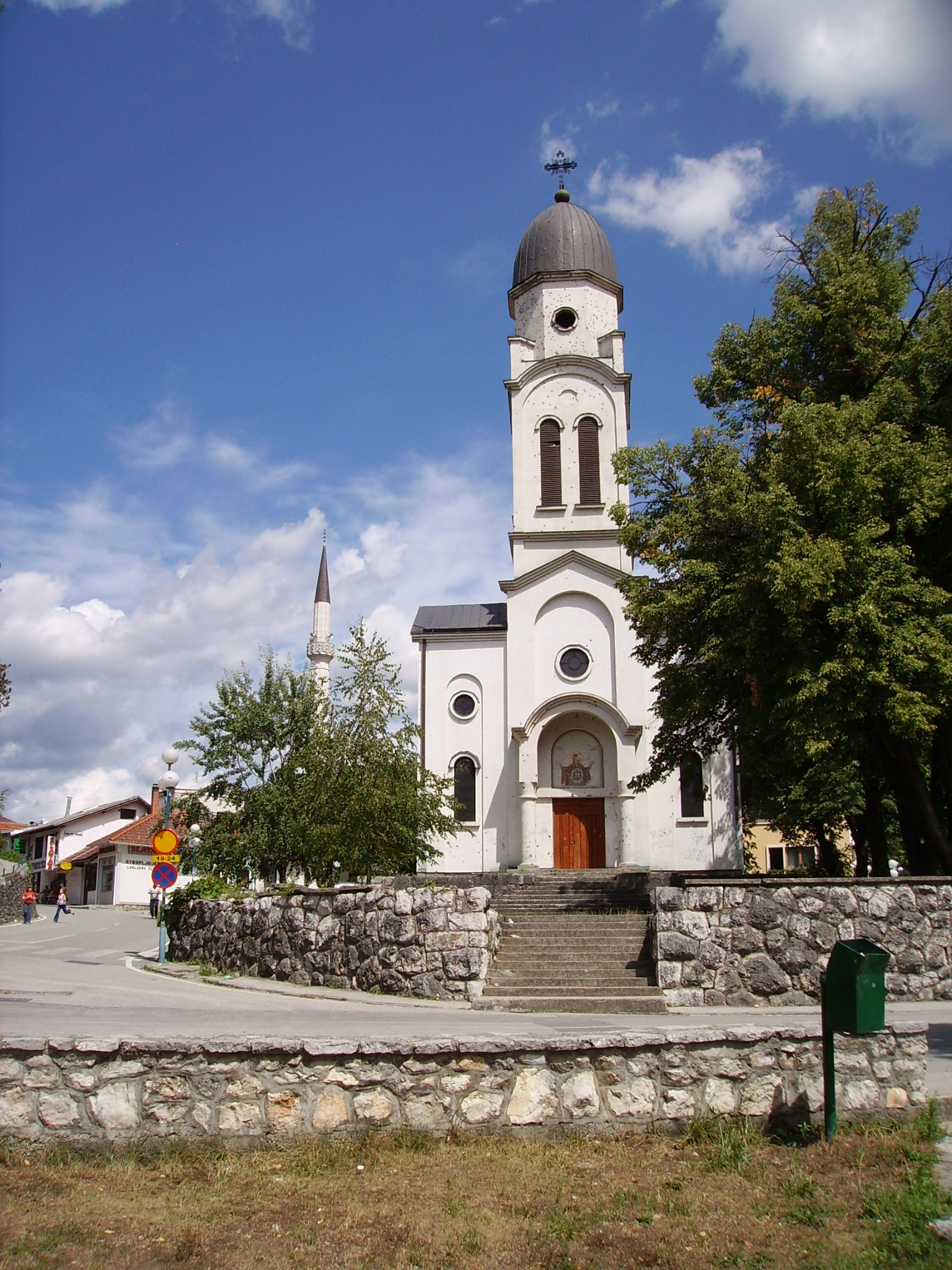
Die Mariä-Geburt-Kirche in Bosanska Krupa

Die Mariä-Geburt-Kirche (Serbokroatisch: Храм Рођења Пресвете Богородице, Hram Rođenja Presvete Bogorodice), auch Kirche zur Geburt der Allerheiligsten Gottesmutter genannt, in der Stadt Bosanska Krupa ist eine serbisch-orthodoxe Kirche im westlichen Bosnien und Herzegowina.
Die 1882 erbaute und eingeweihte Kirche ist dem Hochfest der Mariä Geburt geweiht. 
Sie ist die Pfarrkirche der Pfarrei Krupa im Dekanat Sana-Krupa der Eparchie Bihać-Petrovac der Serbisch-Orthodoxen Kirche.

## Lage
Die Kirche steht im Stadtzentrum von Bosanska Krupa. Das Gotteshaus steht fast direkt am Ufer des Flusses Una, einem rechten Nebenfluss der Save.
Sie steht an der Kreuzung der Straßen Ulica Stari Grad und der Ulica Generala Izeta Nanića. Nahe der Kirche steht die römisch-katholische Marienkirche und die Stadtmoschee, sowie die Post von Bosanska Krupa, eine Brücke und eine Bäckerei.

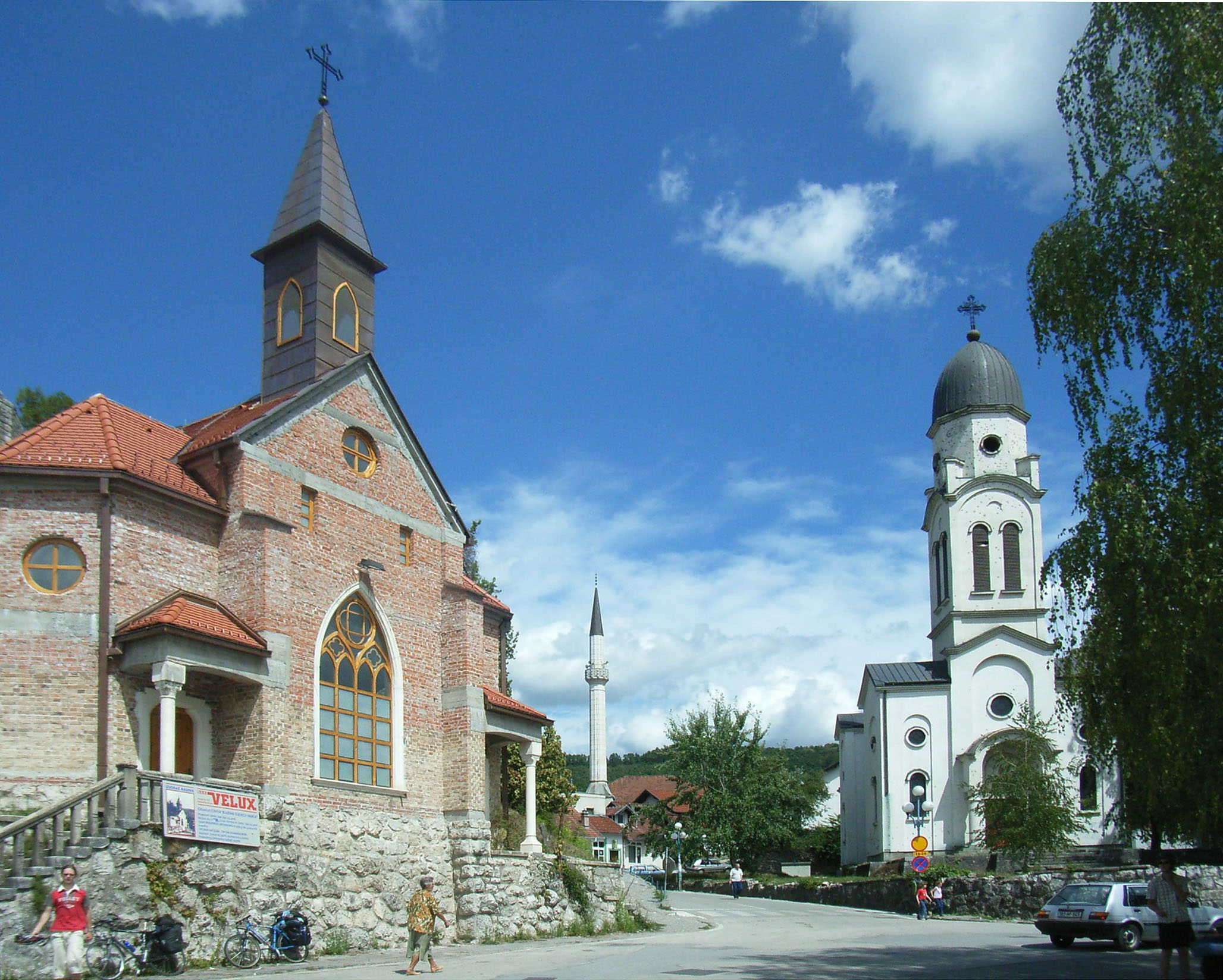
Die Römisch-katholische Marienkirche, die Stadtmoschee und die Serbisch-orthodoxe Mariä-Geburt-Kirche in Nachbarschaft

## Geschichte
Die Mariä-Geburt-Kirche wurde 1882 erbaut und im gleichen Jahr vom Metropoliten der Metropolie Dabrobosnien Sava (Kosanović) eingeweiht. Eine zweite große Serbisch-orthodoxe Kirche wurde in der Stadt vor dem Ersten Weltkrieg erbaut.
Am 29. Juli 1941 wird die Kirche von den kroatisch-faschistischen Ustaša dem Erdboden gleichgemacht und geplündert. Die Ustascha waren Verbündete der Achsenmächte im Zweiten Weltkrieg und errichteten einen Vasallenstaat in Kroatien, Bosnien und Herzegowina und im serbischen Srem, den Unabhängigen Statt Kroatien. Diese kroatischen Faschisten verfolgten Juden, Roma, Kommunisten, vor allem Serben und ihre orthodoxe Kirche.
Die zweite Serbisch-orthodoxe Kirche wurde ebenfalls zerstört und auch nicht mehr wieder aufgebaut. Die neue heutige Kirche wurde auf dem Gelände der alten Mariä-Geburt-Kirche von 1989 bis 1991 erbaut. Im Bosnienkrieg, der von 1992 bis 1995 dauerte, wurde die Kirche von Angehörigen der ARBiH schwer beschädigt und das Kircheninventar geplündert.
2007 wurde mit dem Segen von Bischof Hrizostom (Jević) ein Ausschuss gegründet, der sich mit der Renovierung der Kirche befasste. Im gleichen Jahr wurden die erforderlichen Mittel gesammelt, um in der ersten Phase das Dach und die Fassade der Kirche zu renovieren.
Die Generalrenovierung der Kirche begann am 11. Februar 2008 mit dem Segen von Bischof Hrizostom. Die Renovierung ist inzwischen außen abgeschlossen und wird derzeit im Inneren durchgeführt. Priester der Kirche ist Karađorđe Derajić.